# Kamieńsk
Kamieńsk – miasto w Polsce, położone w województwie łódzkim, w powiecie radomszczańskim, w gminie miejsko-wiejskiej Kamieńsk, której jest siedzibą, nad rzeką Kamionką. Przez miasto przebiegają dwie spośród głównych arterii komunikacyjnych Polski: autostrada z Gorzyczek do Gdańska i Warszawy oraz linia kolejowa Górny Śląsk – Warszawa, czyli dawna Kolej Warszawsko-Wiedeńska.
Kamieńsk leży w historycznej ziemi sieradzkiej.
Według danych GUS z 31 grudnia 2023 r. w Kamieńsku mieszkało 2599 osób.

## Historia

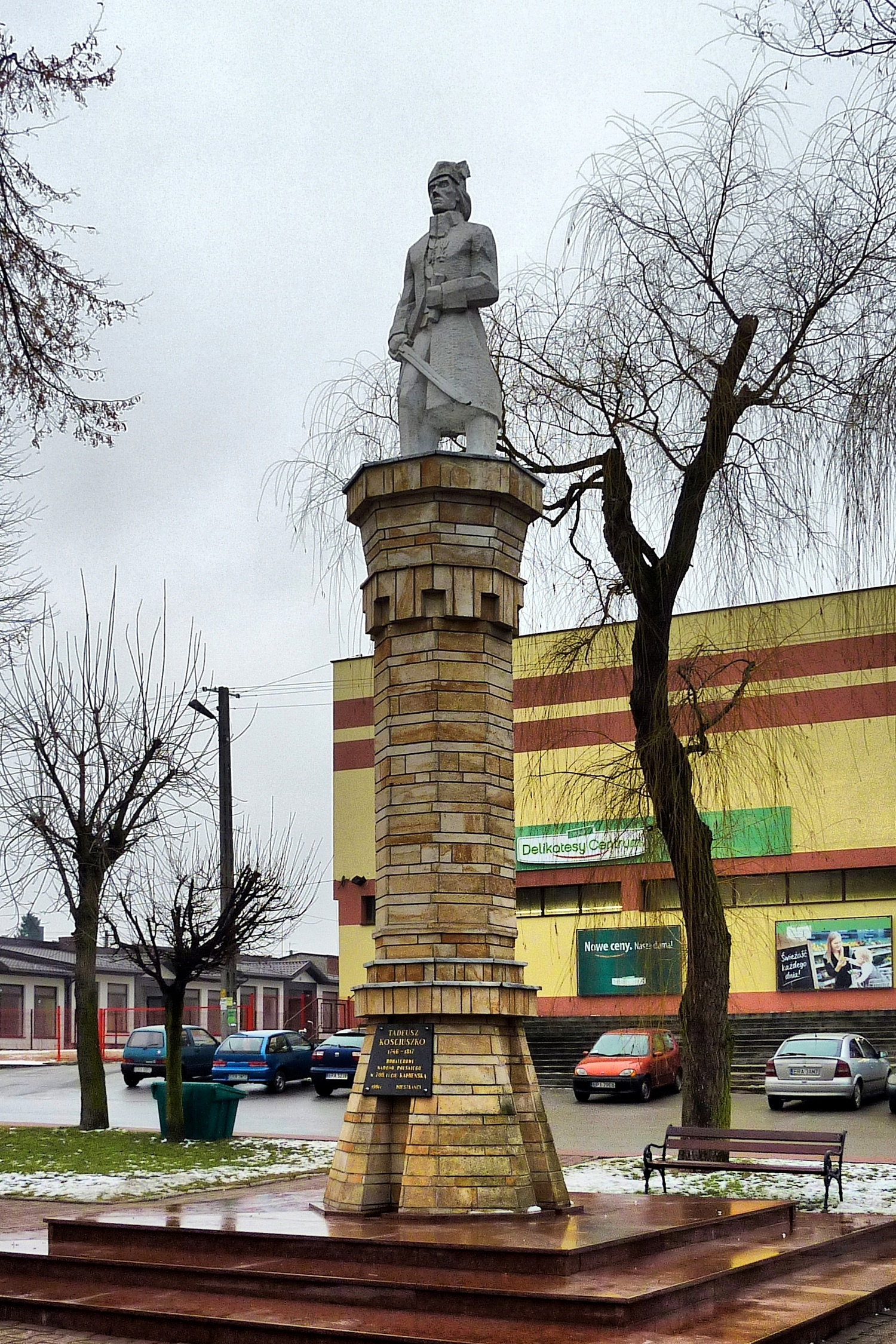
Pomnik Tadeusza Kościuszki

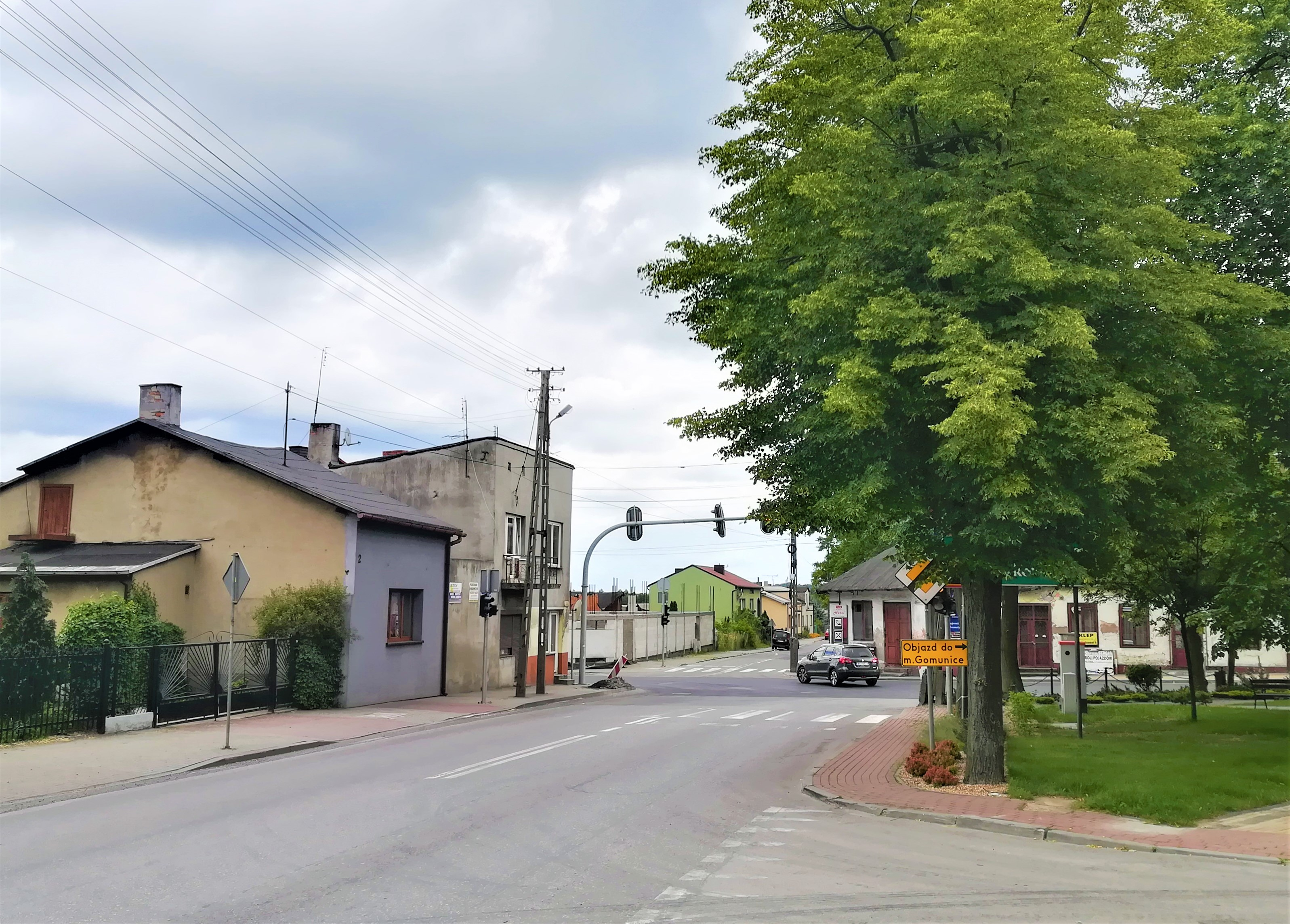
Fragment rynku

W IX/X wieku okolice dzisiejszego Kamieńska zamieszkiwało słowiańskie plemię Łęczyców. Pierwsza wzmianka o miejscowości pochodzi z 1291 r. i dotyczy wzniesienia w Kamieńsku drewnianego kościoła. W I Rzeczypospolitej, Kamieńsk znajdował się w powiecie radomszczańskim województwa sieradzkiego. W XIV w. Kamieńsk był własnością wojewody sieradzkiego Przybysława z Irządz, w 1374 r. uzyskał prawa miejskie. Był wówczas osadą targową, leżącą na szlaku wiodącym z Przedborza do Łasku. Przywilej lokacyjny był później kilkakrotnie potwierdzany przez kolejnych królów Polski. Po II rozbiorze Polski Kamieńsk znalazł się w zaborze pruskim, następnie od 1807 r. w Księstwie Warszawskim, a od 1815 r. w Królestwie Polskim. W 1860 r. w Kamieńsku mieszkało 1098 osób, w tym 546 (ok. 49,7%) Żydów; w mieście znajdowało się 97 domów.
Wielu mieszkańców wzięło czynny udział w powstaniu styczniowym. 23 i 24 czerwca 1863 r. miała miejsce w Kamieńsku bitwa po tym, jak powstańcy wykoleili pociąg z wojskiem rosyjskim i starli się z opuszczającymi skład żołnierzami. W 1870 r. Kamieńsk utracił prawa miejskie na mocy wydanego rok wcześniej ukazu carskiego. W 1904 r. część zabudowań strawił pożar. W latach 1905–1907 miejscowość była areną burzliwych manifestacji, w których ludność domagała się przywrócenia języka polskiego w szkołach i urzędach, a także niszczyła symbole rosyjskie i demolowała państwowe sklepy.
W latach 1919–1923 powstały w Kamieńsku Dom Ludowy, Kółko Rolnicze, Spółdzielnia Spożywców „Spójnia” oraz tworzyło się polskie harcerstwo. Wzniesiono też pomnik Tadeusza Kościuszki. W 1929 r. Kamieńsk liczył 3200 mieszkańców, z czego Żydzi stanowili ⅓.

### II wojna światowa
2 września 1939 r. Kamieńsk został zbombardowany przez Luftwaffe, w gruzach legło całe centrum miejscowości; ocalały jedynie 3 obiekty: szkoła podstawowa, kościół parafialny i pomnik Tadeusza Kościuszki. 3 września 1939 r. Kamieńsk zajęła niemiecka 1 Dywizja Pancerna.
W nocy z 3 na 4 września polski 2 pułk strzelców konnych (Wołyńska Brygada Kawalerii) dokonał wypadu na zgrupowane w miejscowości oddziały niemieckie, wdzierając się do Kamieńska w szyku pieszym, bez wystrzału. Obrzucono granatami ręcznymi pułk strzelców zmotoryzowanych, zadając mu tym znaczne straty, oraz podpalono cysterny z paliwem. Działaniami tymi wprowadzono na kilka godzin zamieszanie w niemieckim oddziale; polski oddział wycofał się bez większych strat (kilku rannych i jeden zaginiony – plut. Tomasz Suchodolski, przy stratach niemieckich: liczne straty osobowe, ponadto uszkodzono lub spalono 30 czołgów i 16 samochodów oraz cysterny z benzyną. Atak powstrzymał na cały dzień posuwanie się niemieckiej 1 Dywizji Pancernej. W odwecie Niemcy rozstrzelali 4 września ok. 30 mieszkańców Kamieńska oraz pobliskich wsi. Każdego napotkanego mężczyznę Niemcy zabijali na miejscu albo prowadzili do miejscowej rzeźni, gdzie mordowali ich za pomocą pałki używanej do zabijania zwierząt. Podczas wojny cała ludność żydowska została wymordowana przez okupanta.
17 stycznia 1945 r. do Kamieńska wkroczyły jednostki Armii Czerwonej: 13 Armii i 4 Armii Pancernej (1 Front Ukraiński).
W latach 1975–1998 miejscowość należała administracyjnie do województwa piotrkowskiego. 31 grudnia 1993 r. Kamieńsk odzyskał prawa miejskie.

## Demografia

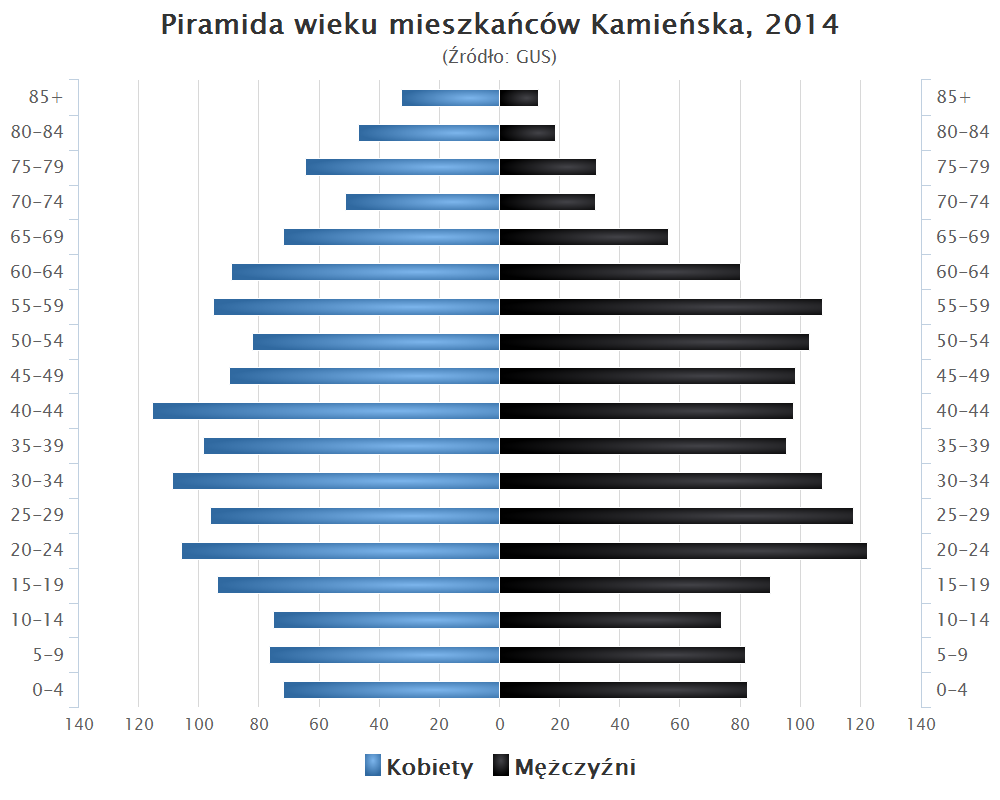
Piramida wieku mieszkańców Kamieńska w 2014 roku

Dane z 31 grudnia 2023:
| Opis      | Ogółem | Ogółem | Kobiety | Kobiety | Mężczyźni | Mężczyźni |
| --------- | ------ | ------ | ------- | ------- | --------- | --------- |
| Jednostka | osób   | %      | osób    | %       | osób      | %         |
| Populacja | 2599   | 100    | 1340    | 51,56   | 1259      | 48,44     |

## Zabytki
Do wojewódzkiego rejestru zabytków wpisany jest:
- kościół parafialny pw. św. św. Piotra i Pawła, pl. Wolności 10, 1899–1903, nr rej.: 432 z 01.09.1993.

## Transport
Wzdłuż wschodniej granicy miasta przebiega autostrada A1, natomiast w jego centrum krzyżują się: droga krajowa nr 91 i droga wojewódzka nr 484.
Kamieńsk posiada połączenie kolejowe, autobusowe PKS oraz MPK Radomsko.
W mieście znajduje się stacja kolejowa PKP. Miasto posiada bezpośrednie połączenie kolejowe z Piotrkowem Trybunalskim, Radomskiem, Częstochową, Koluszkami.
Do Kamieńska dojeżdża miejska linia autobusowa nr 1 obsługiwana przez MPK Radomsko.

## Turystyka
W pobliskiej wsi Ozga znajduje się siedziba Ośrodka Sportu i Rekreacji Góra Kamieńsk administrującego północno-wschodnie zbocze Góry Kamieńskiej z zimowym ośrodkiem narciarskim i letnim parkiem rozrywki. W okolicy znajdują się trzy kilkunastokilometrowe trasy rowerowe.

## Sport
W miejscowości funkcjonuje klub sportowy LZS Świt Kamieńsk, założony w 1937 roku.
- Pełna nazwa: Ludowy Zespół Sportowy Świt Kamieńsk
- Liga: Klasa A, grupa piotrkowska II
- Stadion im. majora Antoniego Maszewskiego
- Rok założenia: 1937
- Barwy: niebiesko-zielone
- Adres: ul. Sportowa 3, 97-360 Kamieńsk